# Terminal XXI

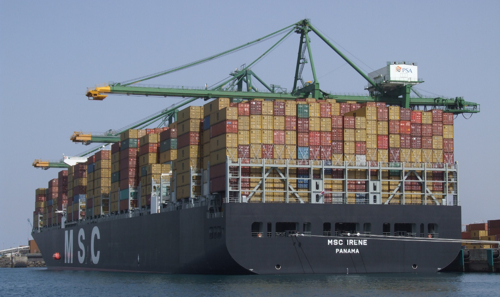
Vaixell de contenidors a la terminal XXI

La Terminal XXI és una terminal de contenidors situada al Port de Sines, la més gran de Portugal. Anomenada TXXI, va començar les seves operacions el 2004 i és gestionada sota una concessió de servei públic per l'empresa internacional Autoritat Portuària de Singapur (PSA).
La Terminal XXI ofereix fons naturals a -28 m ZH, el que permet la recepció de grans vaixells recipient de rutes transcontinentals i vaixells que hi fan les connexions. L'any 2019, després que PSA va ampliar-ne la concessió (inicialment, per 30 anys), va començar un procés de renovació i ampliació de les instal·lacions, que es preveu que s'hagi enllestit el 2028. Amb la nova inversió en maquinària i l'extensió de la superfície (prop d'un 50% addicional), s'estima que la capacitat operativa de la terminal passarà dels 2,3 milions de teus a 4,1 milions.